# Вања Радауш
Вања Радауш (Винковци, 29. април 1906 — Загреб, 24. април 1975) био је југословенски и хрватски вајар, сликар и писац.

## Биографија
Он је чешког порекла. Студирао је на Академији у Загребу. Излагао је од 1931. а 1932. је постао члан групе Земља. У првом раздобљу стваралаштва стварао је под утицајем Родена и Бурдела.
Имао је више самосталних изложби у Загребу, Београду, Ријеци, Љубљани и Сплиту. Учествовао је у великом броју скупних изложби Савеза ликовних уметника Југославије, Удружења ликовних уметника Хрватске, Бијенала у Венецији, Међународној смотри вајарства у Арнему, Тријенала у Београду, Бијенала скулптуре на отвореном у Антверпену, „Изложби уметника партизана“ у Загребу, Шибенику и Задру, изложби „Сликарство и вајарство народа Југославије 19. и 20. века“ у Београду, Загребу, Љубљани, Варшави, Москви, Лењинграду, Братислави, Прагу, Кракову, Будимпешти, те на низу других репрезентативних манифестација.
Био је активни учесник Народноослободилачке борбе, што се особито одразило на његово ликовно стваралаштво. За време рата био је изабран за члана Президијума ЗАВНОХ-а.
Радаушево стваралаштво такође су обележили његови стваралачки циклуси „Тифусари“ (1956-59), „Panopticum Croaticum“ (1959-61), „Човек и крас“ (1961-63), „Крвави фашник“ (1966), „Апстрактне форме“ (1966-68), „Затвори и логори“ (1969), те „Ступови хрватске културе (1969-75). Од 1936. је стварао серију цртежа Dance macabre.
Деловао је и као педагог и то од 1940. године као наставник на Обртној школи у Загребу. Године 1947. добио је назив мајстора кипара и поверено му је вођење Мајсторске радионице. Исте је године постао и редовни члан „Југославенске академије знаности и умјетности“ у Загребу. Издане су му две монографије у Загребу 1963. и 1965. године.
За свој рад примио је већи број награда и признања и то награде Владе ФНРЈ, Владе НР Хрватске, награде „Владимир Назор“ у Загребу, награда АВНОЈ-а у Београду и остале.

## Вајарско стваралаштво
Нека од значајнијих Радаушевих дела су:
- „Споменик устанку“ (1950), Пула
- „Споменик устанку народа Хрватске“ (1950), Срб; ; уништен 1995, обновљен 2010. године
- „Петрица Керемпух и галжењаки“ (1955), Загреб и Доња Стубица
- „Споменик жртвама фашизма“ (1956), Јадовно
- Циклус „Тифусари“ (1956-1959)
- Циклус „Panopticum Croaticum“ (1959-1961)
- Споменик „Бомбаш” у Земуну

## Рушење Радаушевих споменика
Неки Радаушеви споменици у Хрватској, посвећени палим борцима НОБ-а и жртвама фашизма, уништени су 1990-их година:
- Споменик устанку народа Хрватске у Србу; минирали га припадници Хрватске војске након операције „Олуја“, обновљен 2010. године
- Споменик палим борцима и жртвама фашизма у Карловцу; подигнут је 1955. године, а 1991. уништен минирањем; скулптуре су однесене, а зид унакажен графитима
- Споменик борцима НОБ-а у Кореници; срушили га припадници Војске Републике Српске Крајине[3]
- Споменик палим борцима и жртвама фашизма у Одри Сисачкој; подигнут 1948, срушен 1991/92. године; на његовом месту подигнут крст с натписом: Живот положен за домовину Хрватску је вјечан. Спомен подижу: ХДЗ - мјесни одбор, ХКУД „Хрватско срце“ и ХНК „Зрински“ Одра[3]
- Споменик народном хероју Јовану Маринковићу Иви у Ораховици; подигнут 1952. године, срушен одлуком ХДЗ-овске власти[3]

## Галерија
- Споменик палим борцима и жртвама фашизма, Пула, 1950.
- „Бацач Диска“, Загреб, 1957.
- „Рањеник“, Загреб
- „Рањеник“, Београд. код ЈДП
- „Петрица Керемпух и галжењаки“, Доња Стубица
- Гроб Вање Радауша на Мирогоју